# Iranischer Angriff auf Israel im Oktober 2024
Der iranische Angriff auf Israel im Oktober 2024 begann am 1. Oktober 2024. Iran feuerte in mindestens zwei Wellen rund 200 ballistische Raketen auf Ziele in Israel ab und markierte damit den größten Angriff im Iran-Israel-Konflikt.  Der Raketenangriff wurde von Iran unter dem Codenamen Unternehmen „Wahres Versprechen 2“ (True Promise II; persisch عملیات وعده صادق ۲) durchgeführt. Es war der zweite direkte Angriff der Islamischen Repulik Iran auf Israel nach dem Iranischen Angriff auf Israel im April 2024. Die iranische Islamische Revolutionsgarde erklärte, dass ihr Angriff gezielt auf drei Militärbasen im Raum Tel Aviv gerichtet war.

## Vorgang
Die Islamische Republik Iran erklärte, der Angriff sei „Selbstverteidigung“ als Vergeltung für die Ermordung des Hamas-Führers Ismail Haniyeh in Teheran, des Hisbollah-Führers Hassan Nasrallah und des Generals der Islamischen Revolutionsgarde Abbas Nilforoushan durch Israel. Laut Angaben der Israelis wurden die meisten iranischen Raketen abgeschossen und es entstand nur minimaler Schaden. Israel meldete, dass die meisten Raketen abgefangen wurden und es keine Beeinträchtigung der Fähigkeiten seiner Luftwaffe gegeben habe. Auch die US-Marine und Jordanien berichteten über das Abfangen von Raketen. Vier Palästinenser, zwei Israelis und zwei Jordanier erlitten leichte Verletzungen. Das einzige gemeldete Todesopfer war ein 38-jähriger Palästinenser aus Gaza, der durch herabfallende Raketentrümmer in der Nähe von Jericho getötet wurde. Die Islamische Revolutionsgarde erklärte, dass 90 Prozent der abgefeuerten Geschosse ihre Ziele trafen.
Die Angriffe, bei denen Fattah-1- und Kheibar-Shekan-Raketen eingesetzt wurden, verursachten keine umfangreichen Schäden. 20 bis 30 Raketen schlugen in und um den Militärflugplatz Nevatim im Negev ein und beschädigten einen Hangar und eine Rollbahn. Mehrere andere trafen den Militärflugplatz Tel Nof, eine Schule in der nahegelegenen Stadt Gedera und ein Gebiet nördlich von Tel Aviv in der Nähe der Hauptquartiere des israelischen Geheimdienstes Mossad und der Einheit 8200, wobei Häuser und ein Restaurant beschädigt wurden. Analysten vermuteten, dass der Iran bei diesem Angriff größere Erfolge beim Überlasten des israelischen Arrow-Luftabwehrsystems erzielte als bei früheren Versuchen, was die israelischen Betreiber zwang, die Verteidigung der Region Tel Aviv gegenüber dem Militärflugplatz Nevatim zu priorisieren. Israelischen Medien war es untersagt, die genauen Einschlagsorte zu veröffentlichen.

## Hintergrund
Am 31. Juli 2024 wurde Ismail Haniyeh, der politische Führer der terroristischen Hamas, durch einen mutmaßlichen israelischen Angriff in der iranischen Hauptstadt Teheran ermordet. Nasser Kanaani, der Sprecher des Außenministeriums Irans, verurteilte diese Ermordung und sagte, dass |Haniyehs 'Blut niemals umsonst sein wird'. Am 27. September 2024 wurde Hassan Nasrallah, der Generalsekretär der Hisbollah, infolge eines israelischen Luftangriffs in Beirut getötet. Am 29. September berichtete die New York Times, dass iranische Beamte darüber debattierten, wie auf Nasrallahs Tod zu reagieren sei.
In den Stunden vor den Angriffen warnten die Vereinigten Staaten vor einem möglichen iranischen Angriff. Ein US-Beamter sagte gegenüber Reuters: 'Ein direkter militärischer Angriff des Iran auf Israel wird schwere Konsequenzen für den Iran haben.' Anonyme Pentagon-Beamte erklärten, dass die in der Region stationierten US-Truppen während des Vorfalls nicht angegriffen wurden.

### Frühere Iran-Israel-Angriffe (April 2024)
Am 1. April griffen israelische Flugzeuge das iranische Konsulat in Damaskus an und töteten zwei iranische Generäle, sieben Offiziere der Islamischen Revolutionsgarde (IRGC) sowie eine syrische Frau und ihr Kind. Iran reagierte am 13. April mit Angriffen auf Israel unter Verwendung von Loitering Munition, Marschflugkörpern und ballistischen Raketen. Die Angriffe wurden von der IRGC in Zusammenarbeit mit mehreren iranisch unterstützten islamistischen Milizen durchgeführt. Der Angriff sendete etwa 170 Drohnen, über 30 Marschflugkörpern und mehr als 120 ballistische Raketen in Richtung Israel und der von Israel besetzten Golanhöhen.
Israel erklärte, dass die Koalition, deren Verteidigungsbemühungen unter dem Codenamen Iron Shield liefen, 99 Prozent der eintreffenden Waffen angeblich zerstörte, die meisten davon, bevor sie den israelischen Luftraum erreichten. Auch die amerikanischen, britischen, französischen und jordanischen Luftstreitkräfte schossen einige ab. Angeblich verursachten die Raketen geringe Schäden an der Militärflugplatz Nevatim im Süden Israels, die weiterhin betriebsfähig blieb. In Israel wurde ein Kind durch einen Teil einer Rakete verletzt, und 31 weitere Personen erlitten entweder leichte Verletzungen, während sie in Schutzräume eilten, oder wurden wegen Angstzuständen behandelt. Der Angriff war der größte versuchte Drohnenangriff in der Geschichte.
Israel reagierte am 18. April 2024 mit gezielten Angriffen auf Iran. Der israelische Angriff zerstörte Berichten zufolge Teile einer Luftabwehr-Radarstation, die die Nukleareinrichtung Natanz schützte, um Israels Fähigkeit zu demonstrieren, Iran anzugreifen, ohne die Spannungen weiter zu eskalieren.

### Vorherige Eskalation im Nahen Osten
Im September 2024 kam es zu einer bedeutenden Eskalation im Konflikt zwischen Hisbollah und Israel, der begann, nachdem die iranisch unterstützte Gruppe am 8. Oktober 2023 Angriffe gegen Israel initiierte, einen Tag nach dem Angriff der Hamas am 7. Oktober auf Israel. In diesem Monat erlitt Hezbollah erhebliche Rückschläge, die ihre Fähigkeiten schwächten und viele ihrer Führungspersönlichkeiten töteten, einschließlich der Explosionen von Pagern und Kommunikationsgeräte am 17. und 18. September sowie der Ermordung von Ibrahim Aqil, dem Kommandeur der Radwan-Einheit, am 20. September. Luftangriffe der Israelischen Luftwaffe (IAF) zielten ebenfalls auf die Militärbasen, Kommandoposten, Landebahnen und Waffendepots von Hezbollah im südlichen Libanon. Diese Rückschläge kulminierten in der Ermordung von Hassan Nasrallah und anderen hochrangigen Kommandanten, darunter Ali Karaki, dem Kommandeur von Hezbollah im Süden Libanon, am 27. September in einem Luftangriff, der deren unterirdisches Hauptquartier in den Vororten Dahieh von Beirut zerstörte. Der Angriff zerstörte sechs Wohngebäude und verletzte 91 Menschen, so das libanesische Gesundheitsministerium. Mehrere Tage später, am 1. Oktober 2024, startete Israel eine Invasion im südlichen Libanon, die laut IDF darauf abzielte, die Kräfte und Infrastrukturen von Hezbollah zu demontieren, die eine Bedrohung für Zivilgemeinden im Norden Israels darstellten. Hisbollah reagiert weiterhin auf Israels Rückschläge mit einem zurückhaltenden Ansatz und hofft, Israel zu einer umfassenden Invasion zu provozieren. Für Hezbollah bietet eine Eskalation in den Bodenkrieg erhebliche taktische Vorteile.

## Angriffe

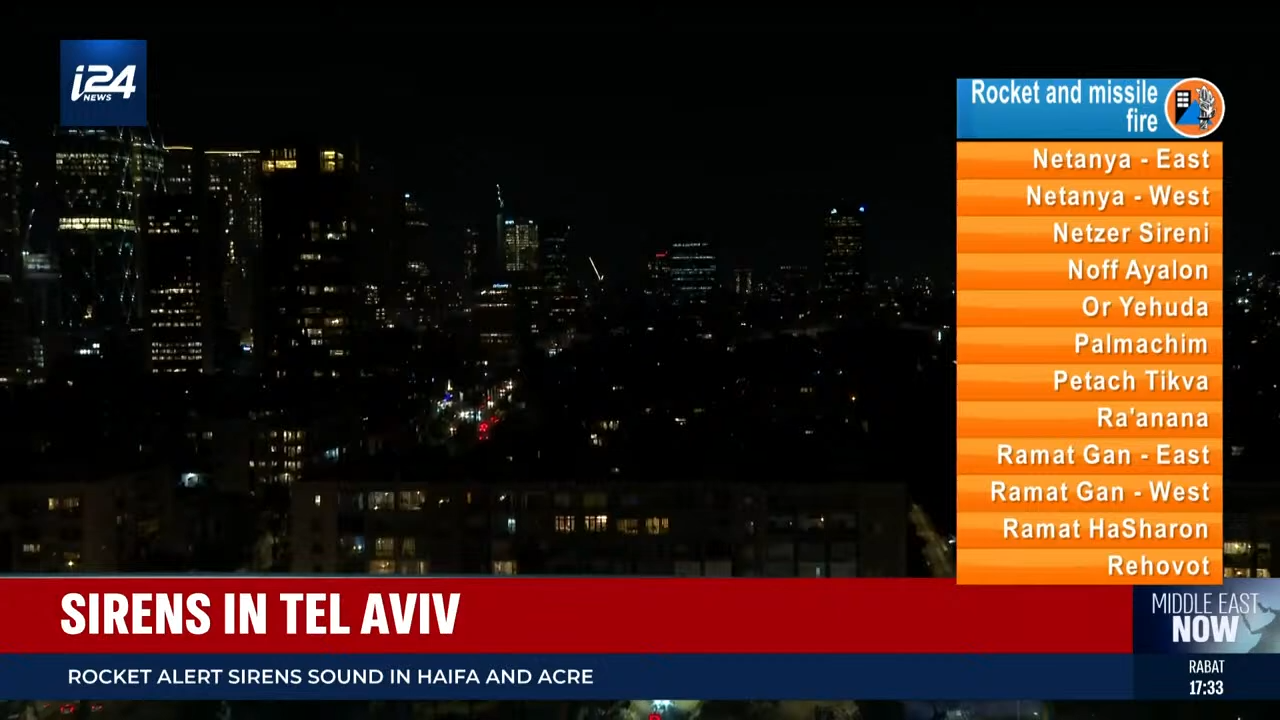
Bildschirmwarnung während einer i24NEWS-Sendung

Laut der IDF wurden von Iran rund 200 Raketen in mindestens zwei Wellen abgefeuert, darunter hyperschnelle Raketen wie das Fattah-Waffen-System. Ballistische Raketen sind bemerkenswert schwieriger abzufangen als die Kreuzfahrtraketen und Drohnen, die einen signifikanten Teil des iranischen Angriffs auf Israel im April 2024 ausmachten. Die iranischen Startplätze umfassten Tabriz, Kashan und die Vororte von Teheran. Laut einem hochrangigen iranischen Beamten kam der Befehl zum Abschuss von Raketen auf Israel vom Obersten Führer Irans, Ayatollah Ali Khamenei, der sich an einem sicheren Ort aufhielt. Irans Verantwortungsanspruch für den Angriff wurde im Staatsfernsehen übertragen. In der Erklärung wurde gewarnt, dass es sich nur um eine 'erste Welle' handelte, ohne weitere Erläuterungen.
Aufnahmen zeigten eine Mischung aus Raketenabwehr und Einschlägen. Die IDF erklärte, dass die operative Fähigkeit der Israelischen Luftwaffe während des Angriffs intakt blieb, da ihre Flugzeuge, Luftabwehrsysteme und die Luftverkehrskontrolle normal funktionierten. Es wurde berichtet, dass Raketen oder Raketentrümmer in Beʾer Scheva, Dimona, Hod haScharon, Hura, Rischon LeZion und Tel Aviv, gefallen sind. Fragmente wurden auch im palästinensischen Dorf Sanur in der Nähe von Jenin gefunden. KAN News und Hevrat HaHadashot berichteten, dass eine Explosion Schäden an etwa 100 Häusern in Hod HaSharon im Zentrum Israels verursachte. Eine Rakete traf ein offenes Gebiet im Norden von Tel Aviv und beschädigte ein Restaurant, während eine andere erheblichen Zerstörungen an der Chabad-Schule in Gedera verursachte und einen großen Krater hinterließ. In einem Interview mit Richter Andrew Napolitano bezeichnete der ehemalige britische Diplomat Alastair Crooke den Raketenangriff als erhebliches Versagen des westlichen Luftabwehrsystems und stellte fest, dass die Erfolgsquote der Raketen beim Treffen ihrer Ziele recht hoch war.
Videos, die von CNN geolokalisiert wurden, zeigten eine erhebliche Anzahl iranischer Raketen, die den Militärflugplatz Nevatim trafen. Es ist unklar, wie viel Schaden dieser Angriff angerichtet hat; iranische Medien berichteten, dass mehrere der fortschrittlichsten Flugzeuge Israels zerstört worden seien, lieferten jedoch keine Beweise zur Untermauerung dieser Behauptung. Der Militärflugplatz Tel Nof, von dem angenommen wird, dass er Israels Atombomben lagert, scheint von mehreren ballistischen Raketen getroffen worden zu sein, wobei mindestens ein Einschlag sekundäre Explosionen zur Folge hatte, höchstwahrscheinlich aufgrund gelagerter Munition. Das Hauptquartier des Mossad in der Nähe von Tel Aviv wurde ebenfalls ins Visier genommen, blieb jedoch unbeschädigt, da die nächstgelegene ballistische Rakete offenbar etwa 500 Meter entfernt landete und keine weiteren Einschläge gemeldet wurden. In einigen Fällen untersagte der IDF-Zensor israelischen Medien die Veröffentlichung der genauen Standorte der Raketeneinschläge und des Ausmaßes der Schäden. Eine Videoanalyse der Washington Post zeigte, dass mindestens zwei Dutzend iranische Raketen die Luftabwehr durchbrachen und drei Militär- und Geheimdienstziele trafen oder in deren Nähe landeten, darunter 20 direkte Treffer auf den Militärflugplatz Nevatim und drei Treffer auf den Militärflugplatz Tel Nof. Darüber hinaus trafen zwei Raketen in der Nähe des Hauptquartiers des Mossad. Dementsprechend deutete die Post darauf hin, dass dieser iranische Angriff erfolgreicher war als der vorherige im April. Satellitenbilder, die nach dem Angriff aufgenommen wurden, zeigten vier offensichtliche Einschläge iranischer Raketen am Militärflugplatz Nevatim. Eine verursachte ein großes Loch im Dach eines Hangarkomplexes in der Nähe der südlichen Landebahn. Eine andere Rakete schien eine Straße auf der Basis getroffen zu haben. Die IDF erklärte, dass iranische Raketen 'Bürogebäude und andere Wartungsbereiche' an ihren Luftwaffenbasen beschädigten, aber dass keine Soldaten, Waffen oder Flugzeuge getroffen wurden. Iran betonte, dass der Raketenangriff ein Akt der Selbstverteidigung als Vergeltung für den Angriff auf seine Botschaft in Damaskus und die Tötungen von Haniya am Tag der Amtseinführung des neuen Präsidenten sowie von Nasrallah sei. Iran warnte außerdem vor einer breiteren Reaktion, falls Israel erneut sein Territorium angreife.

## Militärzensur
Die Raketenangriffe waren schwerwiegender als in den israelischen Medien zunächst berichtet. Es waren internationale Medien, die Satellitenbilder analysierten und Schlussfolgerungen über das Ausmaß des Schadens und die ballistischen Fähigkeiten des Irans zogen. Eine Woche nach den Raketenangriffen merkte die Times of Israel die fehlende öffentliche Diskussion an.
Fünf Journalisten, darunter der US-amerikanische Investigativjournalist Jeremy Loffredo, wurden am 9. Oktober im von Israel besetzten Westjordanland verhaftet, geschlagen und mit verbundenen Augen zu einem israelischen Militärstützpunkt gebracht. Ihnen wurde, aufgrund ihrer Berichterstattung, die Gefährdung der nationalen Sicherheit vorgeworfen. Vertreter der US-Botschaft erschienen vor dem Jerusalemer Gericht zu der Anhörung über den Antrag der Militärpolizei, Loffredos Haft zu verlängern. Gegen Loffredo wurden mehrere Anklagen erhoben, darunter „Gefährdung der nationalen Sicherheit“, weil er über die Raketeneinschlagsorte berichtet hatte. Ein israelischer Journalist von Ynet News, erklärte als Zeuge vor Gericht, dass Loffredos Berichterstattung nicht gegen die staatliche Zensur verstoße und verwies auf mehrere andere ähnliche Berichte. Das Gericht ordnete seine Freilassung an, da die Militärzensur zugestimmt hatte, den Medien sowohl die Veröffentlichung der „Nachricht über Loffredos Verhaftung als auch der Veröffentlichungen, die zu seiner Verhaftung geführt hatten“, zu erlauben. Dem Komitee zum Schutz von Journalisten zufolge wurden seit dem 7. Oktober mindestens 126 Journalisten von israelischen Streitkräften getötet.

## Reaktionen
In der unmittelbaren Reaktion auf den Angriff schlossen Israel, Irak und Jordanien ihren Luftraum. Israel berichtete außerdem, dass sich das Sicherheitskabinett in einem Bunker in Jerusalem versammelte.
Verschiedene Fluggesellschaften änderten ihre Flugrouten aufgrund der Luftraumschließungen. Der Präsident von Zypern, Nikos Christodoulides, rief eine außerordentliche Sitzung des Nationalen Sicherheitsrates ein, um die aktuellen Entwicklungen zu besprechen, und aktivierte den 'Estia'-Plan, um auf Wunsch ausländische Staatsangehörige aus dem Libanon und Israel zu evakuieren.